# ترباسية
الترباسية (الاسم العلمي: Gomphaceae)، هي فصيلة متنوعة من الفطريات التي تنتمي إلى ما يعرف تقليديًا باسم فالوسيات أو cladistically باسم gomphoid-phalloid clade. تحتوي الفصيلة على 13 جنسًا و 287 نوعًا.